# 五面红旗
五面红旗是指大庆石油会战初期涌现的先进榜样王进喜、马德仁、段兴枝、薛国邦、朱洪昌。